# HMS Tumult (R11)
«Тьюмалт» (англ. HMS Tumult (R11) — військовий корабель, ескадрений міноносець типу «T» Королівського військово-морського флоту Великої Британії часів Другої світової війни.
Ескадрений міноносець «Тьюмалт» закладений 16 листопада 1941 року на верфі компанії John Brown & Company у Клайдбанку. 9 листопада 1942 року він був спущений на воду, а 2 квітня 1943 року увійшов до складу Королівських ВМС Великої Британії. Есмінець брав участь у бойових діях на морі в Другій світовій війні, переважно бився на Середземному морі та в Атлантичному океані. За проявлену мужність та стійкість у боях бойовий корабель заохочений сьома бойовими відзнаками.

## Історія служби
29 листопада 1943 року британські есмінці «Тьюмалт» та «Рокет» потопили глибинними бомбами німецький підводний човен U-86 на схід від Азорських островів.
29 березня 1944 року есмінець «Ульстер» виявив за допомогою сонара ASDIC північніше Палермо німецький підводний човен. У ранкові години 30 березня U-223 був атакований північно-східніше Палермо глибинними бомбами британських есмінців «Лафорей» і «Тьюмалт», що вимусило його спливти на поверхню й вступити в артилерійську дуель з британськими кораблями. Незабаром підійшли есмінці «Гамблдон» і «Бленкатра» і в результаті перестрілки німецький підводний човен був затоплений, втім U-223 встигнув потопити британський есмінець «Лафорей». З екіпажу U-223 23 людини загинули та 27 були врятовані британцями.
Наприкінці липня 1944 року есмінець входив до оперативної групи флоту 88.1 (англ. Task Group 88.1), що готувалася до вторгнення у південній Франції і забезпечувала висадку морського десанту між містами Тулон та Канни.
У червні 1945 року корабель перейшов до австралійського Сіднея, де увійшов до складу британської 111-ї оперативної групи флоту (англ. Task Force 111), що мала взяти участь у запланованій операції «Даунфол» — наймасштабніший висадці морського десанту в історії. Однак, після кількох днів закулісних перемовин та невдалої спроби державного заколоту в Японській імперії, 15 серпня імператор Хірохіто по радіо звернувся до нації та оголосив про капітуляцію Японії.